# 1999 CV81
1999 CV81 är en asteroid i huvudbältet som upptäcktes den 12 februari 1999 av LINEAR i Socorro County, New Mexico.
Asteroiden har en diameter på ungefär 3 kilometer.